# Menhir d'Eteneta
Le menhir d'Eteneta, connu également sous le nom d'Etenetako Zutarria, est un mégalithe datant du Néolithique ou de l'Âge du bronze situé près de la commune d'Andoain, dans la province du Guipuscoa, au Pays basque.

## Situation
Il est situé à quelques centaines de mètres à l'est d'Andoain, sur les bords de la rivière de Leitzaran, à proximité du mont Adarra (en).

## Description
Situé à proximité d'un cromlech, le menhir, taillé dans le grès, a une longueur totale d'environ 3 m ; la partie visible mesure plus de 2 m.

## Histoire
Découvert renversé en 1978 par Jesus Altuna et Koro Mariezkurrena, il est redressé à proximité de son emplacement d'origine.

## Galerie

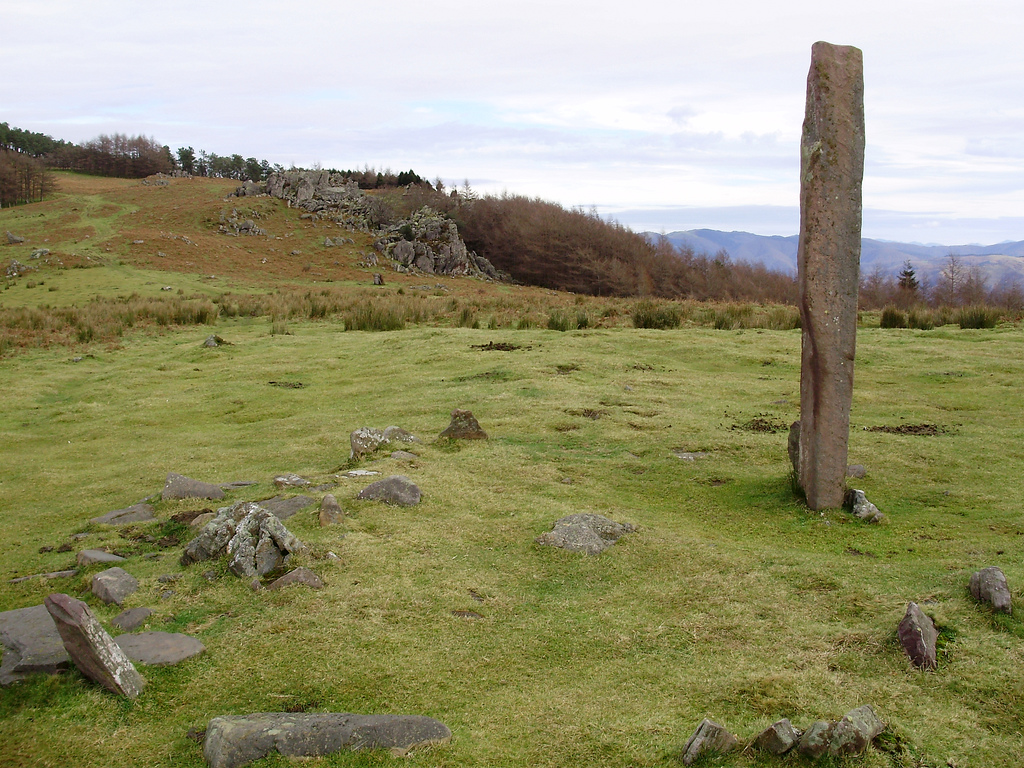
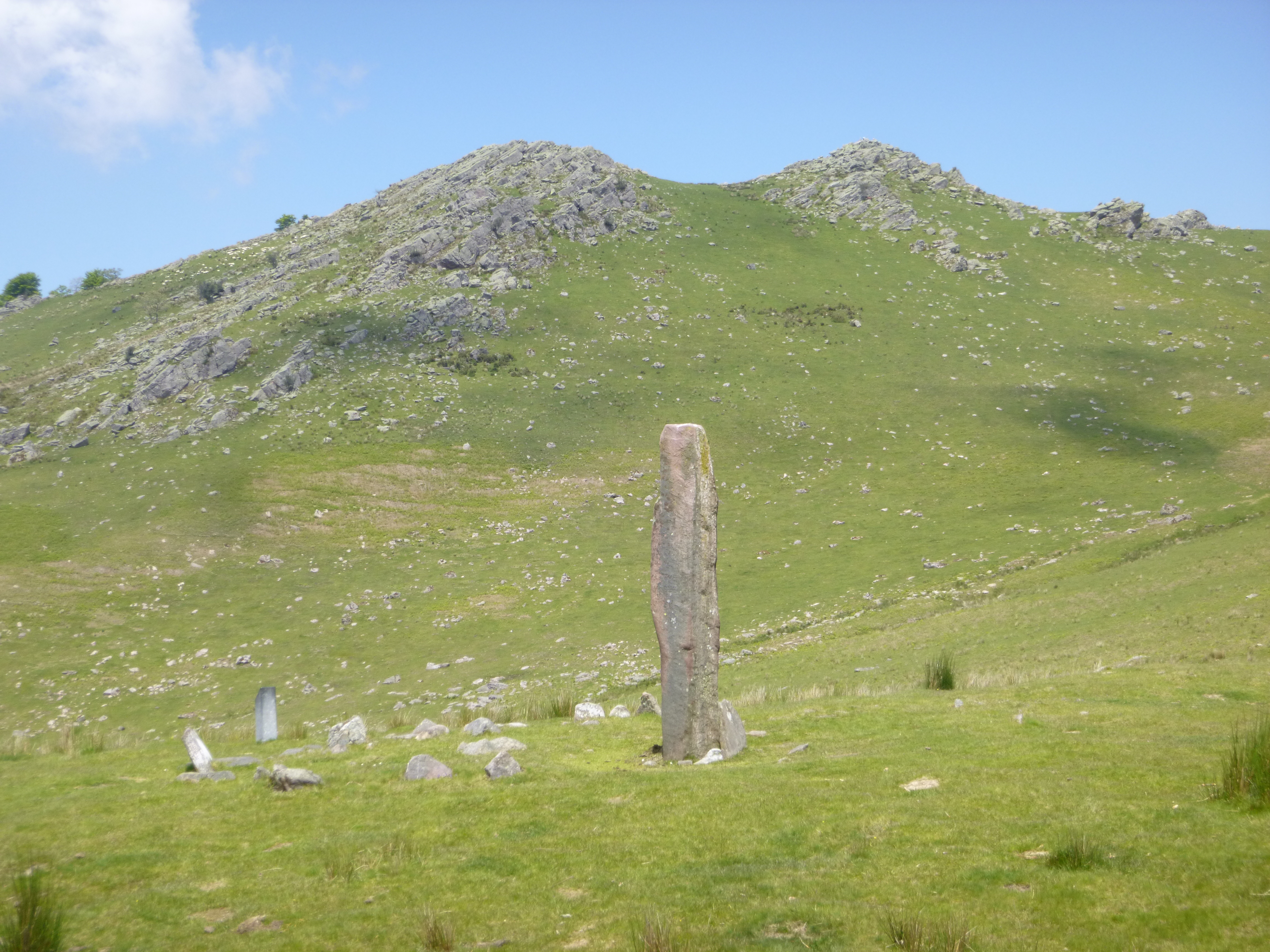
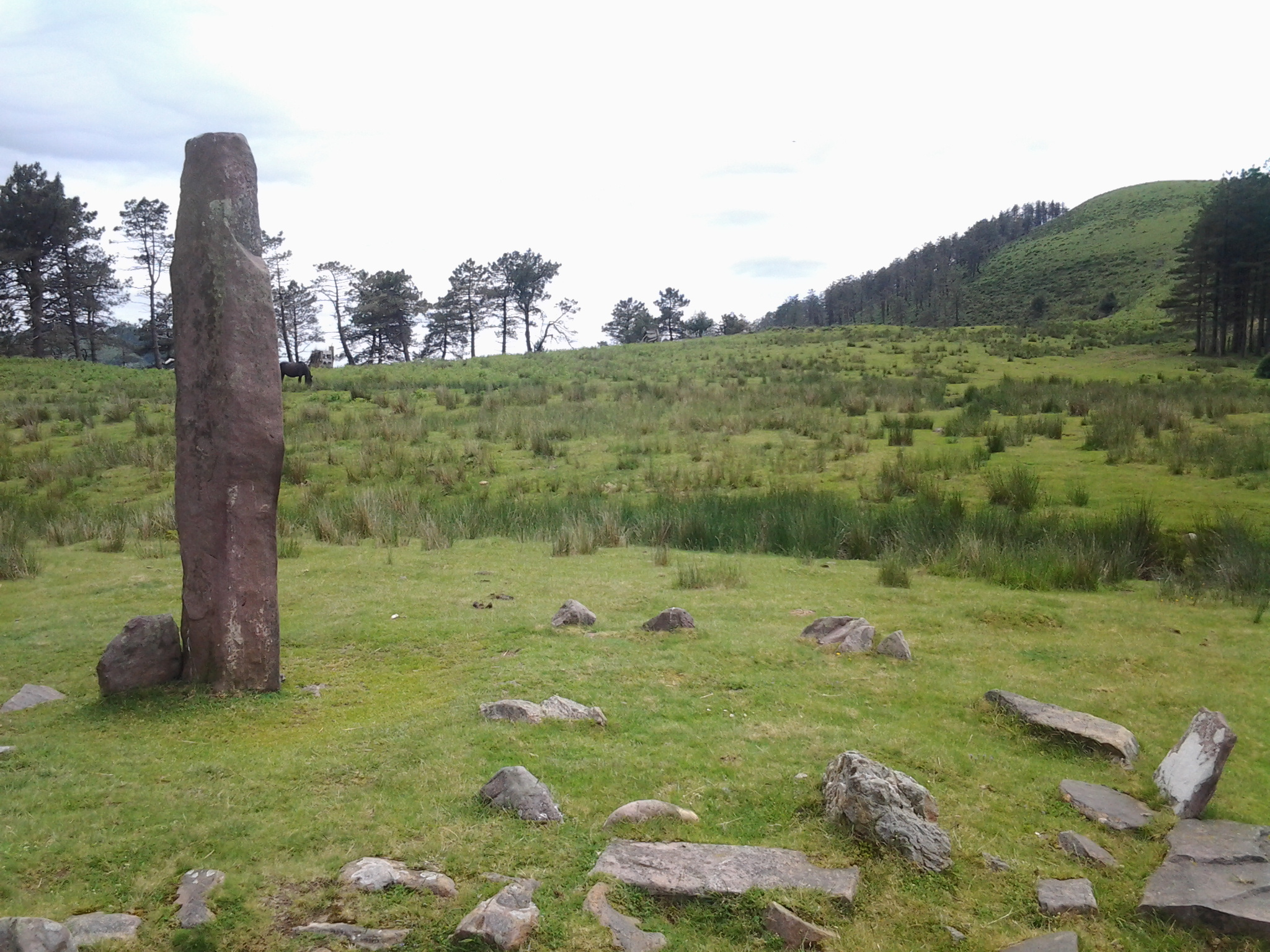
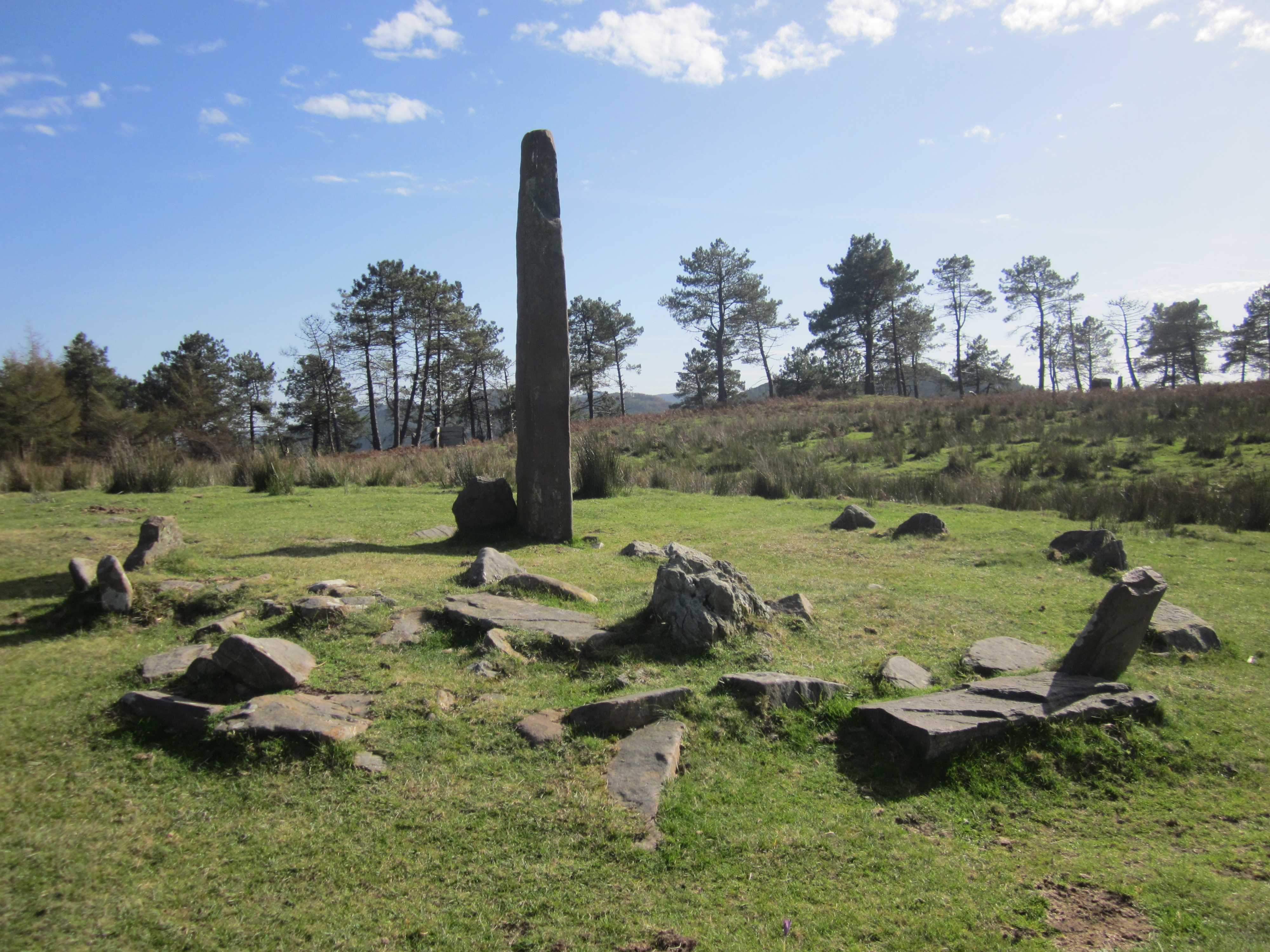
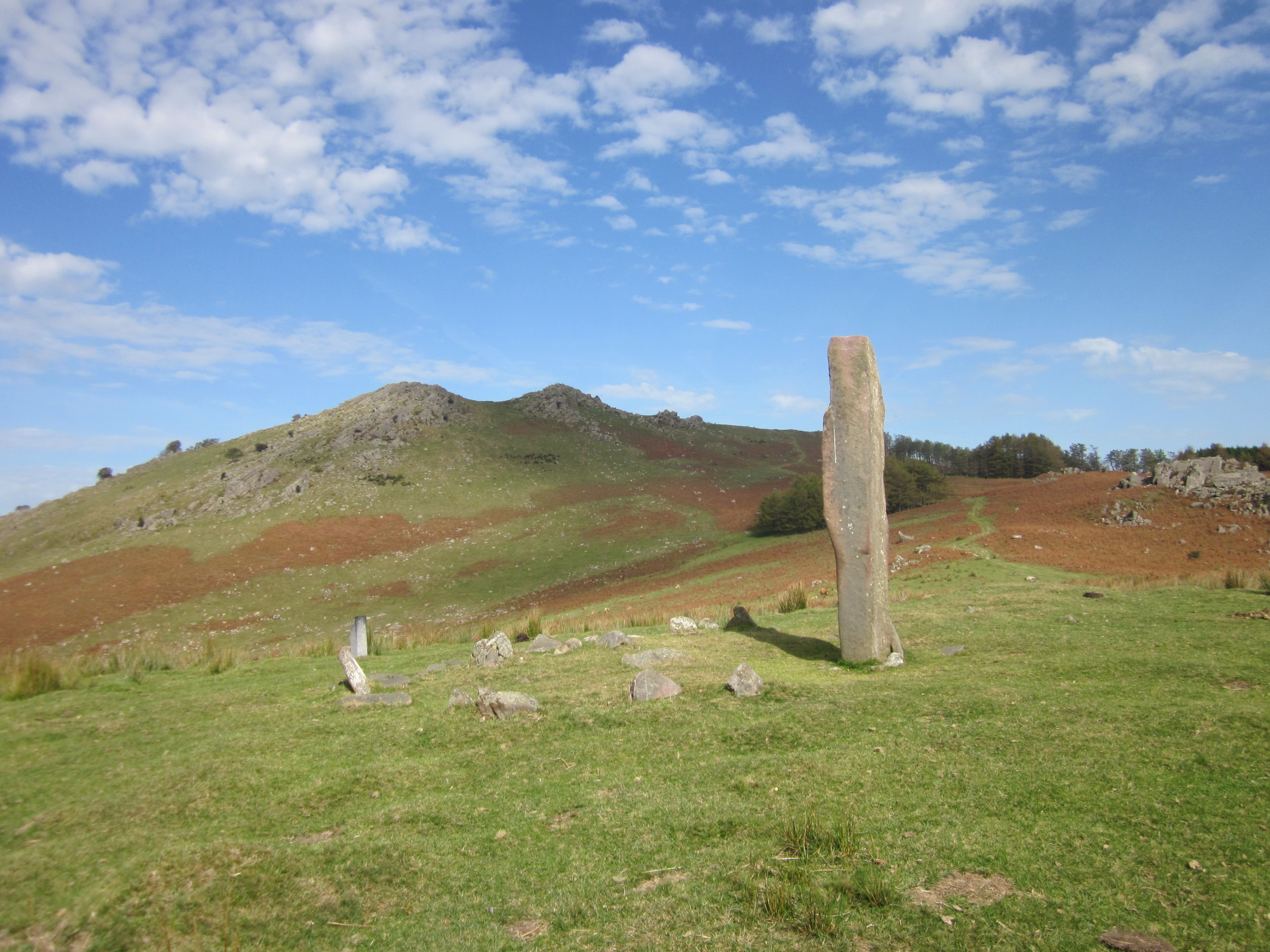
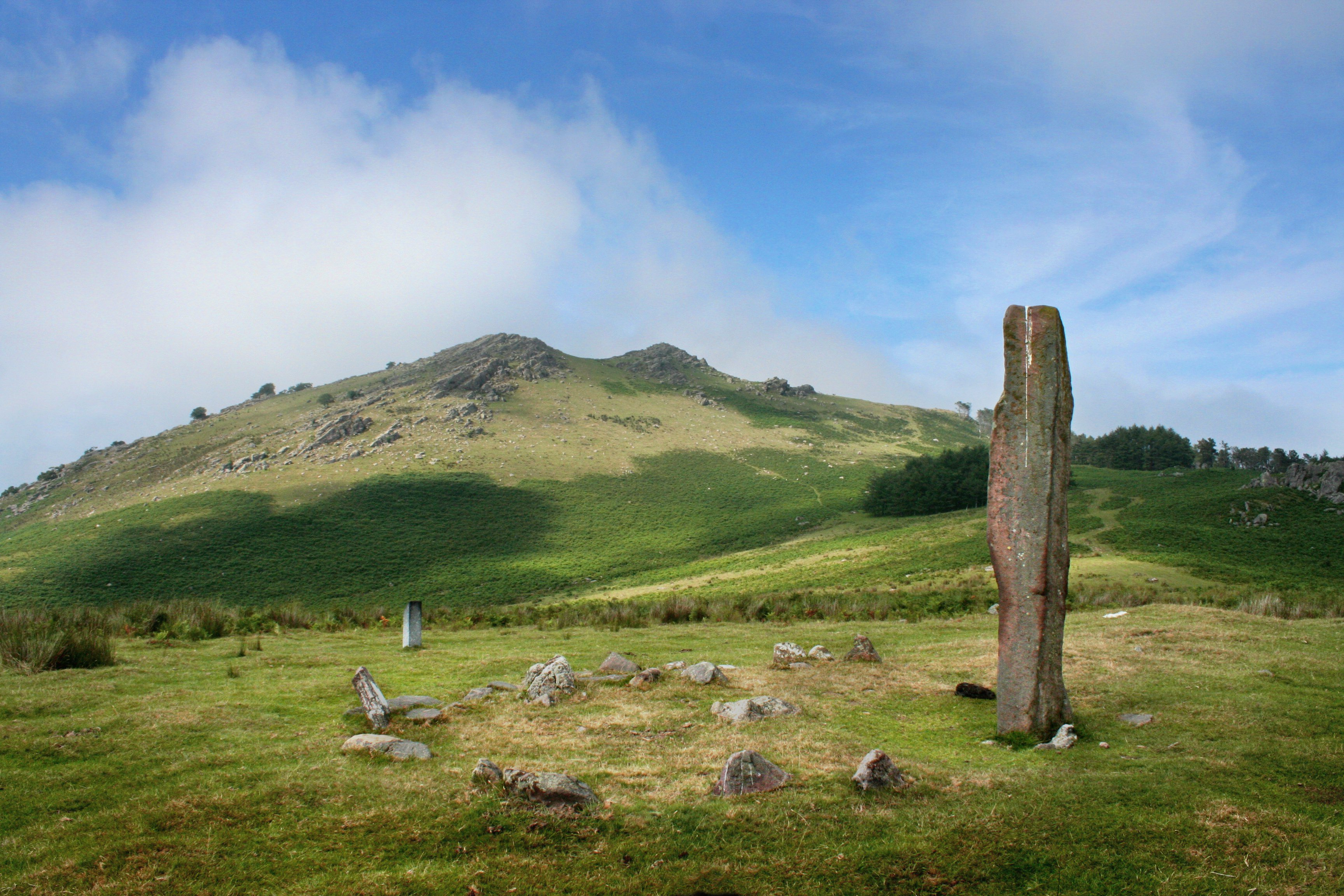
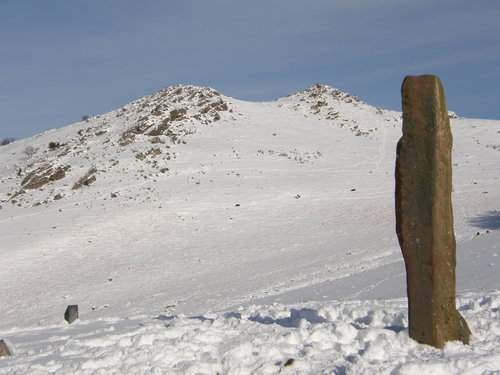
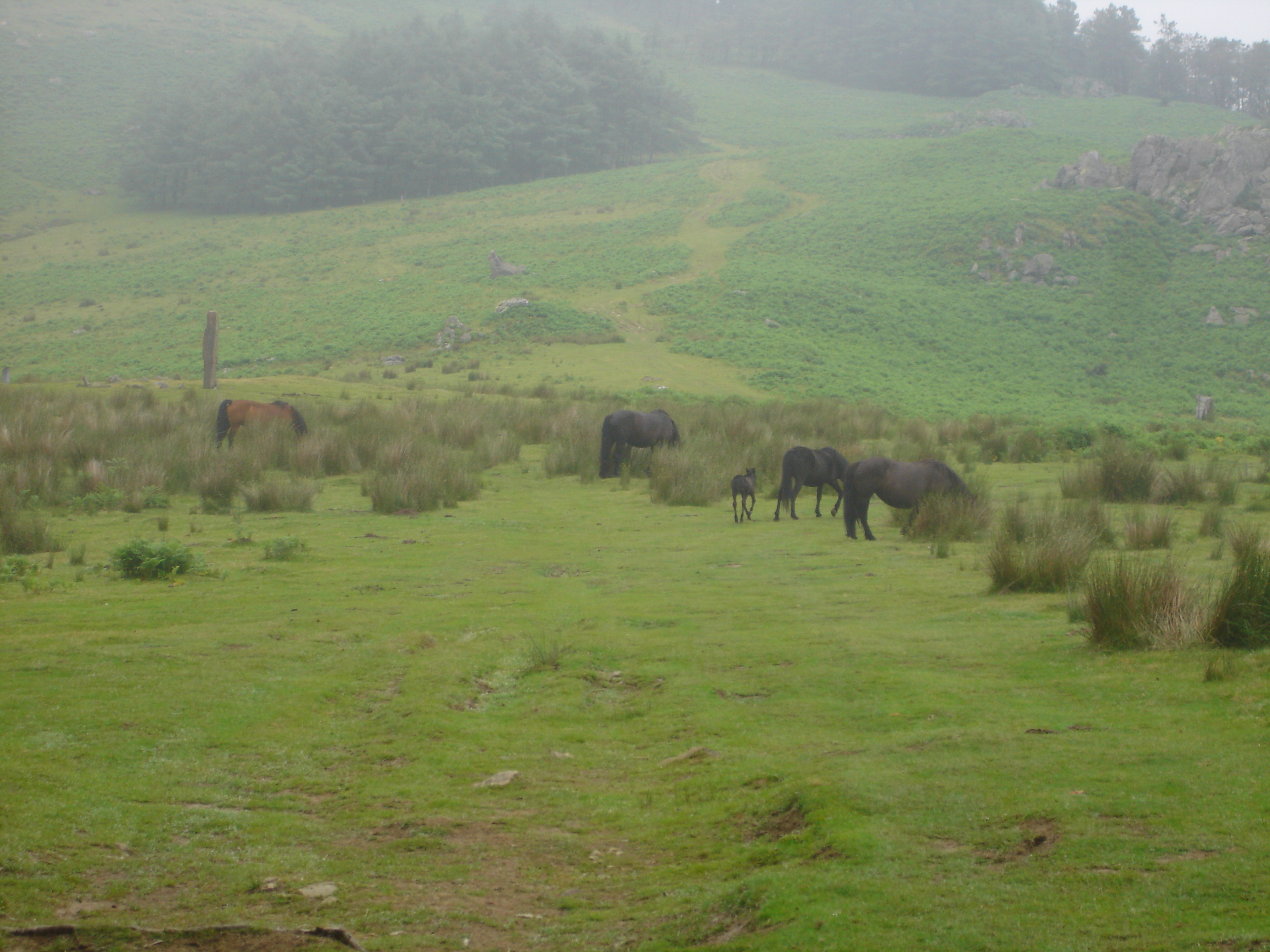